# Погорынье
Погорынье или Дорогобужско-Пересопницкая земля — в источниках с конца XI века отдельная территория по обоим берегам реки Горынь на востоке Волынского княжества.

## Границы Погорынья
Границы Погорынья на востоке доходили до реки Случи, терялись в лесах в междуречье Случи и Уборти, на северо-востоке простирались до огромного болота Гало или Голое. На севере Погорынье доходило почти до Припяти, где граничило с Турово-Пинской землёй, более или менее по линии Городок — Небля. На юге границы Погорынья не имели чёткого оформления и со временем менялись. Аналогично и на западе, где доходили почти до Стыра .

## История
В XII веке Погорынье было предметом территориальных споров между волынскими и киевскими князьями. Последние время от времени ее захватывали, однако с середины XII века Погорынье принадлежало исключительно Волынскому княжеству .
В 1149 году волынский князь Изяслав Мстиславич создал для своего дяди Пересопницкий удел, в который входил Дорогобуж — волынский город со времён Давыда Игоревича . После потери Киева Изяслав Мстиславич отступил на Волынь. После удачной обороны Шумска и Луцка ему удалось достичь компромиссного мира: Юрий Долгорукий признал границу Волыни по реке Горыни. Впоследствии Юрий Долгорукий нарушил сделку и посадил в Пересопнице своего сына Глеба. Изяслав Мстиславич неожиданным манёвром захватил Пересопницу и обратился к Глебу словами: «Пойди же, брат, к отцу своему, а то волость моя по Горынь».
В 1156 году Дорогобужскую волость получил Владимир Андреевич, который при поддержке галицких князей и родственников Ольговичей вёл враждебную политику в отношении других волынских князей, претендуя на волынский престол. Схожую политику проводил его преемник Владимир Мстиславич, пока Ярослав Мстиславович не вернул Дорогобугскую волость в состав Волыни .
От Тихомля границу Волыни прикрывал Погорынский узел обороны. Города Пересопницкого княжества: Зареческ (1151 год), Пересопница (1149 год), Чемерин (1149 год), Стожок (1251 год), Данилов (1260 год). Дорогобужское княжество: Дорогобуж (1084 год), Острог (1100) , Корец (1150 год), Мильск (1150 год), Куниль (1150 год, где-то на Случи ), Гольское (1150 год), Сапогинь (11, Семоц (1152 год, на Случи выше Возвягля), Выгошев (1152 год), Возвягель (1157 год)  .
С середины XII века в отдельную Шумскую волость выделились земли в верховьях Иквы, Вилии и Горыни с городами Изяславлем (первая половина XI века) , Шумском (1149 год, между селами Бриков и Онишковцы Шумского района Тернопольской области), Тихомль (1152 год) и Гнойница (1152 год). В Шумске сидели младшие волынские князья Ярополк Изяславович, Изяслав Ярославович, Святослав Ингваревич и Ярослав Ингваревич . С юга Шумск прикрывали мощные крепости, следы которых сохранились в Брикове, Васьковцах и Онишковцах. Крепость в Брике стояла на высокой горе и была окружена тремя рядами валов и рвов .
Кроме того к Погорынью относились Каменец, Городно, Степань, Дубровица, Столин, Давид-Городок и пограничный Корчик .
Дорогобужско-Пересопницкое княжество на западе граничило с Луцким, на востоке с Киевским княжествами. Граница с Киевским княжеством простиралась вдоль правого берега Горыни. С конца XII века Корецкий узел обороны был окончательно закреплён за волынскими князьями. Вместе с Корецком сюда входили Сапогинь, Куниль и Гольское. После походов Ярослава Изяславича в 1173-1174 годах пограничной рекой стала Случь.
С начала XIII века южная часть Погорынья влилась в состав Луцкого княжества. Во времена Великого княжества Литовского эти земли принадлежали князьям Острожским .
Северная часть распалась на Городельское, Степанское и Дубровицкое княжества, сформировавшиеся на основах Дорогобужского и Пересопницкого княжеств .
Погорынье упоминается в «Повести временных лет» под 1097 годом и в Ипатьевской летописи под 1235 годом во время войн Даниила Галицкого с князьями Изяславом Мстиславичем и Михаилом Черниговским .